# Antisemitismo y el Nuevo Testamento
Se ha sostenido que el Nuevo Testamento contribuyó hacia el antisemitismo subsecuente en la comunidad cristiana. A. Roy Eckardt ha afirmado que la fundación de antisemitismo y responsabilidad del Holocausto está por último en el Nuevo Testamento.

## El Nuevo Testamento y antisemitismo cristiano
A. Roy Eckardt, un pionero en el campo de relaciones judías-cristianas, afirmó que la fundación de antisemitismo y responsabilidad del Holocausto está por último en el Nuevo Testamento.  Eckardt insistió en que el arrepentimiento cristiano debiera incluir una reexaminación de actitudes teológicas básicas hacia judíos y el Nuevo Testamento a fin de tratar con eficacia con el antisemitismo.
Según el rabino Michael J. Cook, el Profesor de la Literatura del cristiano de Early e Intertestamental en el Colegio de la Unión Hebrea, hay diez temas en el Nuevo Testamento que son las mayores fuentes de ansiedad de judíos acerca del antisemitismo cristiano.
1. Los judíos son culpables para crucificar a Jesús - como tal son culpables de deicidio.
2. Las tribulaciones del pueblo judío en todas partes de la historia constituyen el castigo de Dios de ellos para matar a Jesús.
3. Jesús al principio vino sólo para predicar a los judíos, pero cuando le rechazaron, los abandonó para gentiles en cambio.
4. Los Hijos de Israel eran la gente elegida original de Dios en virtud de un convenio antiguo, pero rechazando a Jesús perdieron su eligibilidad - y ahora, en virtud de un Nuevo Convenio (o "testamento"), los cristianos han sustituido a los judíos como la gente elegida de Dios, la iglesia que ha de formar la "gente de Dios".
5. La Biblia judía (el llamado "Antiguo testamento") repetidamente retrata la opacidad y la terquedad del pueblo judío y su deslealtad a Dios.
6. La Biblia judía contiene muchas predicciones de resultar a Jesús como el Mesías (o "Cristo"), aun los judíos son ciegos al sentido de su propia Biblia.
7. A la hora del ministerio de Jesús, el Judaísmo había dejado de ser una fe viva.
8. La esencia del judaísmo es un legalismo restrictiva y onerosa.
9. El cristianismo enfatiza el amor excesivo, mientras el Judaísmo mantiene un equilibrio de justicia, Dios de la ira y amor de la paz.[5]
10. La opresión del judaísmo refleja la disposición de los opositores de Jesús llamados "Fariseos" (los precursores de los "rabinos"), quienes en sus enseñanzas y comportamiento eran hipócritas.

Cook cree que tanto los judíos contemporáneos como los cristianos contemporáneos tienen que reexaminar la historia del cristianismo temprano y la transformación de cristianismo de una secta judía que consiste en seguidores de Jesús judío, a una religión separada a menudo dependiente en la tolerancia de Roma ganando prosélitos entre Gentiles leales con el Imperio Romano, para entender cómo la historia de Jesús vino para rehacerse en una forma antijudía ya que los Evangelios tomaron su forma definitiva.
Algunos eruditos afirman que los versos críticos en el Nuevo Testamento han sido usados para incitar el prejuicio y la violencia contra el pueblo judío. La profesora Lillian C. Freudmann, el autor del Antisemitismo en el Nuevo Testamento (la editorial universitaria de América, 1994) ha publicado un estudio de tales versos y los efectos que han tenido en la comunidad cristiana en todas partes de la historia. Los estudios similares se han hecho tanto por eruditos cristianos como por judíos, inclusión, los profesores Clark Williamsom (Seminario Teológico cristiano), Hyam Maccoby (Leo Baeck Institute), Norman A. Beck (Texas Colegio Luterano), y Michael Berenbaum (universidad de Georgetown).

## Conflicto judío-cristiano en el Nuevo Testamento
Hay algunos versos en el Nuevo Testamento que describen a judíos de un modo positivo, atribuyendo a ellos la salvación o adivinan el amor. En la historia de la crucifixión, mientras tanto, los judíos apuntan la ejecución de Jesús y dicen "Su sangre está en nosotros, y en nuestros hijos", se refirió como a la maldición de la sangre. En el Libro de Juan, Jesús llama a ciertos Fariseos "hijos del diablo".
Según los Evangelios del Nuevo Testamento, Jesús, en su entrada profética en Jerusalén antes de la Pascua de los judíos, fue recibido por una grande muchedumbre de la gente. Jesús se detuvo y procesado por el Sanedrín. Después del juicio, dieron a Jesús a Pontius Pilate, que debidamente le procesó otra vez y, en la incitación de la gente, le hizo crucificar.
El Nuevo Testamento registra al discípulo de ese Jesús Judas Iscariote, el gobernador romano Pontius Pilate junto con fuerzas romanas y los líderes y la gente de Jerusalén era (a grados variados) responsable de la muerte de Jesús.

### Evangelio de Marcos
Según el Evangelio de Marcos, la crucifixión de Jesús fue autorizada por autoridades romanas ante la insistencia de los judíos principales del Sanedrín.
Paul H. Jones escribe:

Aunque Marcos representa todos los grupos judíos unidos en su oposición a Jesús, sus relatos de la pasión no son "abiertamente" antijudío, ya que pueden ser interpretadas como que cae dentro de la gama de disputas intra-judíos "aceptables". Para algunos lectores, la "purificación del Templo" escena (11: 15-19) enmarcado por los "higos de árboles marchitos" perícopas confirma el juicio de Dios contra los Judíos y su Templo. Lo más probable, sin embargo, la historia explica por esta pequeña secta de seguidores de Jesús que sobrevivieron al romano-judía Guerra por qué Dios permitió la destrucción del Templo. Es una interpretación en la empresa y, por lo tanto, no antijudío. Del mismo modo, la parábola de la viña (12: 1-12), por el cual la interpretación tradicional alegórica arroja los inquilinos como los Judios, el heredero asesinado como Jesús, y el propietario como Dios, se debe establecer en el contexto de un intra-disputa judía.

### Evangelio de Mateo
Ya que la narrativa de Mateo marcha hacia la pasión, los aumentos de la retórica antijudíos. En el capítulo 21, la parábola de la viña es seguida del gran texto "de piedra", una interpretación de Christological temprana de: "La piedra que los constructores rechazaron se ha hecho la piedra angular". Entonces, en los capítulos 23 y 24, tres pericopes hostiles sucesivos se registran. En primer lugar, una serie de "infortunios" se pronuncian contra los Fariseos:

testificar en contra de sí mismos que son descendientes de los que asesinaron a los profetas ... ¡Serpientes, generación de víboras! ¿Cómo se puede escapar de la condenación del infierno? (Mateo - 23:31-33

Entonces, Jesús se lamenta de la capital: "Jerusalén, Jerusalén, la ciudad que mata a los profetas y apedrea a aquellos quien envían a ello... Ver, su casa se deja a usted, solitaria" . Y finalmente, Jesús predice el fallecimiento del Templo: "Realmente le digo, no una piedra se dejará aquí sobre el otro; todos se lanzarán abajo" .
La culminación de esta retórica, y posiblemente un verso que ha causado más sufrimiento judío que cualquier otro segundo paso del Testamento, son el únicamente atribución de Matthean al pueblo judío: "¡La sangre de su [Jesús] estar en nosotros y en nuestros hijos!" . Este llamado "texto" de culpa de la sangre se ha interpretado para significar que todos los judíos, del tiempo de Jesús y para siempre después, aceptan la responsabilidad de la muerte de Jesús.
Shelly Matthews escribe:

En Mateo, como en muchos libros del Nuevo Testamento, la idea de que los seguidores de Cristo son perseguidos es un fenómeno generalizado. Bendiciones se pronuncian sobre los que padecen persecución por causa de la justicia en el Sermón de la Montaña; los males contra los fariseos en Mateo 23 culminan en las predicciones que van a "matar y crucificar, azotarán en las sinagogas, y perseguiréis de ciudad en ciudad"; la parábola del banquete en Mateo 22 implica que los servidores del rey serán asesinados por aquellos a quienes son enviados.

Douglas Hare notó que el Evangelio de Mateo evita explicaciones sociológicas de la persecución:

Sólo la causa teológica, la obstinación de Israel es de interés para el autor. Tampoco es el misterio del pecado de Israel sondeó, ya sea en términos de categorías dualistas o en términos de predestinación. El pecado de Israel es un hecho de la historia que no requiere explicación.

El término "Judíos" en el Evangelio de Mateo se aplica a aquellos que niegan la resurrección de Jesús y creen que los discípulos robaron el cadáver de Jesús.

### Evangelio de Juan
El Evangelio de Juancolectivamente describe a los enemigos de Jesús como "los judíos". En ninguno de los otros evangelios hacen "a los judíos" demanda, en masa, la muerte de Jesús; en cambio, el complot de matarle siempre se presenta como viniendo de un grupo pequeño de sacerdotes y jefes, Sadducees. El evangelio de Juan es así la fuente primaria de la imagen de "los judíos" que sirven colectivamente del enemigo de Jesús, que más tarde se hizo fijo en la mente cristiana.
Por ejemplo, en Juan 1:1-9 Jesús se traslada en Galilee, pero evita Judea, porque "los judíos" buscaban una posibilidad de matarle. En unos dijo que "es un padrino de boda" mientras que los otros dijeron que engaña a la gente, pero éstos eran todos "los susurros", nadie hablaría en público para "el miedo de los judíos". El rechazo judío también se registra en Juan 7:45-52,Juan 8:39-59,Juan 10:22-42, y. dice que muchos realmente creyeron, pero lo guardaron privado, por el miedo los Fariseos los excluirían de la Sinagoga. Después de la crucifixión, tiene los discípulos que se esconden detrás de puertas cerradas con llave, "por miedo de los judíos".
En el evangelio de John de sitios también asocia "a los judíos" con la oscuridad y con el diablo. En Juan 8:37-39; 44-47, Jesús dice, hablando a un grupo de Fariseos:

Yo sé que ustedes son descendientes de Abraham; todavía buscáis matarme, porque mi palabra no halla cabida en vosotros. Yo hablo de lo que he visto con mi Padre, y vosotros hacéis lo que habéis oído cerca de vuestro padre. Ellos le respondieron: "Nuestro padre es Abraham." Jesús les dijo: "Si fuerais hijos de Abraham, que haría lo que hizo Abraham. ... Vosotros sois de vuestro padre el diablo y queréis hacer los deseos de vuestro padre. Él fue un asesino desde el principio, y tiene nada que ver con la verdad, porque no hay verdad en él. Cuando habla mentira, habla según su propia naturaleza, porque es mentiroso y padre de la mentira. Pero, porque yo digo la verdad, no lo creen . me quién de vosotros me convence de pecado Si te digo la verdad, ¿por qué vosotros no me creéis el que es de Dios escucha las palabras de Dios;? la razón por la que no se oye ellos es que no sois de Dios.

El uso de Juan del término 'Judíos' es un área compleja y debatida de la beca bíblica. Algunos eruditos sostienen que el autor con la mayor probabilidad se consideró judío y hablaba probablemente a una comunidad en gran parte judía. El erudito del Nuevo Testamento J.G. Dunn escribe:

El cuarto evangelista sigue operando dentro de un contexto de disputa entre facciones dentro de la judía, aunque los límites y las propias definiciones son parte de esa disputa. Está claro fuera de toda duda que una vez que el cuarto Evangelio se retira de ese contexto, y las limitaciones de ese contexto, se lee muy fácilmente como una polémica antijudía y se convirtió en una herramienta de antisemitismo. Pero es muy dudoso que el cuarto evangelista sí mismo bastante puede ser acusado, ya sea para el antijudaísmo o antisemitismo.

A causa de esta controversia algunas traducciones inglesas modernas, como la Nueva Versión Internacional de Hoy, quitan el término "Judíos" y lo sustituyen por términos más específicos para evitar connotaciones antisemíticas. Por ejemplo, el Seminario de Jesús traduce esto como "Judeanos", es decir los residentes del Judea, en contraste con residentes de Galilea. La mayor parte de críticos de estas traducciones, concediendo este punto, sostienen que el contexto (ya que es obvio que Jesús, propio Juan y los otros discípulos eran todos los judíos) hace el sentido verdadero de Juan suficientemente claro, y que una traducción literal se prefiere.
Paul Jones escribe:

El evangelio de Juan tiene la dudosa distinción de ser tanto el Evangelio más popular (considerado el más "espiritual" de los Evangelios canónicos) y el antijudía más. El término "los Judios" en las funciones del Evangelio como un "estereotipo colectivo hostil" y se identifica con el "mal" y el "diablo". Sin embargo, el Evangelio de Juan está íntimamente conectada con el judaísmo. Jesús es completamente judío en este Evangelio. Su vida gira en torno a las fiestas judío, y su identidad como el Mesías es confirmado por las escrituras judías. Según Juan 20:31, el libro fue escrito por lo que "para que puedan llegar a creer que Jesús es el Mesías, el Hijo de Dios." Cristología, por lo tanto, es la clave para entender tanto la teología del Evangelio y su tensa relación con la tradición judía farisaica más grande..

### Primera epístola a los tesalonicenses
Según Pieter Willem van der Horst, hay un caso de declaraciones antisemíticas en una de las epístolas de Pauline.

### El libro de las Revelaciones (Apocalipsis)
En la Revelación 2:9 y 3:9 los judíos parecen llamarse una sinagoga de Satán. La idea de un Anticristo judío se desarrolló de estos versos.

#### Comentario posterior
Las generaciones sucesivas de cristianos leen en el Evangelio de Juan la culpa colectiva de judíos, universalmente y en todas las generaciones, en la muerte de Cristo. El uso de Juan de la expresión colectiva "los judíos" es probablemente explicado por las circunstancias históricas en las cuales y auditorio para cual escribió. Después de la destrucción del Templo en 70 d. C., el clero judío, y así la clase de Sadducees, ya no existieron. Como Juan escribió su Evangelio después de estos acontecimientos, para un auditorio del gentil, habló genéricamente de judíos, más bien que especificar un grupo dentro del Judaísmo que ya no existió y esto habría sido desconocido a sus lectores.

## Respuestas cristianas
T Iglesia Católica ha denunciado visiones antisemíticas sostenidas por cristianos en el pasado con una serie de declaraciones que comienzan en 1937 (cf. Mit brennender Sorge del Papa Pius XI). En el decreto Nostra aetate, Papa Pablo VI en el Consejo declaró que:
- "La iglesia cree que por su cruz, Nuestra Paz, reconcilió a judíos y Gentiles, haciendo ambos un en Sí".
- "Dios sostiene a los judíos más queridos por sus Padres; no se arrepiente de los regalos que hace o de las llamadas resulta".
- "La muerte de Cristo... no se puede cobrar contra todos los judíos, sin la distinción, entonces viva, ni contra los judíos de hoy".
- "Los judíos no se deberían presentar como rechazado o malditos por dios, como si esto siguió de las Escrituras Sagradas".
- "La iglesia... desacredita odio, persecuciones, demostraciones del antisemitismo, dirigido contra judíos en cualquier momento y por cualquiera".

Norman Beck, el profesor de teología y lenguas clásicas en Texas universidad Luterana, ha propuesto que los leccionarios cristianos quiten lo que llama" … los textos específicos identificados como … más problemático".  Beck identifica lo que juzga para ser pasos ofensivos en el Nuevo Testamento e indica los casos en los cuales estos textos o partes de eso se incluyen en la serie del leccionario principal.
Daniel Goldhagen, el exprofesor asistente de Ciencias políticas en la Universidad de Harvard, también sugirió en su libro Una Moraleja que Calcula que la Iglesia católica debería cambiar su doctrina y el canon bíblico aceptado para extirpar declaraciones a las cuales pone etiqueta tan antisemítico, para indicar que "el camino de Los judíos hacia Dios es tan legítimo como el camino cristiano".